# Sporothrix globosa
Sporothrix globosa är en svampart som beskrevs av Gené, Cano & Guarro 2007. Sporothrix globosa ingår i släktet Sporothrix och familjen Ophiostomataceae.   Inga underarter finns listade i Catalogue of Life.